# Искандарян, Нельсон Николаевич
Нельсон Николаевич Искандарян (род. 28 ноября 1959, Азербайджанская ССР, СССР) — российский исполнитель бардовской авторской песни и уличный художник. Создатель знаменитого красочного двора в Петербурге на Полозова д.6.

## Биография
Нельсон Искандарян родился 22 апреля 1966г в Азербайджане. Военную службу прошел в ракетных войсках. Был судим за разбой. В 80-х годах Нельсон побывал в Санкт-Петербурге и влюбился в этот город. В 2009г после освобождения переехал в Петербург. Некоторое время он снимал комнату, но из-за отсутствия денег переехал в подвал на Полозова д6. Он вынес из него весь мусор, благоустроил и начал сочинять песни. Нельсон называет свой дом Храмом Песни.

## Храм Песни
Храм Песни это полуподвальное помещение заброшенной дворницкой, облагороженное Нельсоном, не менее прекрасное место, чем сам двор, который он превратил в объект неформального искусства. Нельсон живёт не один, в углу на полке обитает ворона Василиса, кошка Милка и собака породы лайка Волчок.

## Двор Нельсона
Получил широкую известность после того как старый серый двор Петербурга на Полозова д.6 стал неформальной достопримечательностью. Этот двор стал нравиться не только жильцам, но и начал притягивать туристов. В 2011 году Нельсон начал украшать двор. Он раскрасил старые автомобили и велосипеды, расставил мягкие игрушки, разрисовал стены именами и лозунгами. Вскоре о дворе узнали и сюда потянулись туристы. Благодаря этому двору дети стали приобщаться к творчеству, за что теперь благодарны Нельсону.

## Судьба Двора
Не все жильцы были довольны самовольным творчеством Нельсона. В 2017 году стали поступать первые жалобы, позже в 2019 году жалобы появились на портале «Наш Санкт-Петербург». За сохранение двора было больше людей, чем против, и путем голосования было принято решение убрать только часть инсталляций, такие как автомобили и мягкие игрушки, которые превратились в пылесборники, закрасили стены. После такого противостояния двор вновь стал преображаться.